# Helmut Rösing
Helmut Rösing (* 1943) ist ein deutscher Musikwissenschaftler. Er ist emeritierter Professor der Systematischen Musikwissenschaft und beschäftigt sich besonders mit den Forschungsschwerpunkten Populäre Musik, Rezeptionsforschung, Angewandte Musikpsychologie und Massenmedien. Er ist Mitbegründer des Arbeitskreises Studium Populärer Musik (ASPM), der heute als Gesellschaft für Popularmusikforschung firmiert und dessen Vorsitzender er bis 1999 war. 2004 wurde er emeritiert.

## Biografie
Nach der Promotion in Vergleichender Musikwissenschaft 1968 war Rösing zunächst Redakteur für Sinfonie und Oper beim Saarländischen Rundfunk. Er habilitierte 1974 an der Universität Saarbrücken, war bis 1980 Leiter der Zentralredaktion des Internationalen Quellenlexikons der Musik (RISM), 1978 bis 1992 Professor für Systematische Musikwissenschaft an der Universität Kassel und ab 1993 am Institut für Systematische Musikwissenschaft an der Universität Hamburg. Er ist Verfasser zahlreicher Veröffentlichungen besonders auch auf dem Gebiet der Popularmusikforschung.